# 존 R. 브링클리
존 로물루스 브링클리(영어: John Romulus Brinkley, 이후 존 리처드 브링클리; 1885년 7월 8일 ~ 1942년 5월 26일)는 미국의 돌팔이 의사, 방송인, 마케터이자 무소속 정치인이었다. 그는 의사로서 공인된 교육을 받지 않았으며 학위남발학교에서 의학 학위를 샀다. 브링클리는 인간에게 염소의 고환을 이종이식하여 전국적인 명성, 국제적인 악명, 부를 얻은 후 "염소 고환 의사"로 알려지게 되었다. 브링클리는 처음에는 이 시술을 남성 발기부전 치료 수단으로 홍보했지만, 나중에는 이 기술이 광범위한 남성 질환에 대한 사실상의 만병통치약이라고 주장했다. 브링클리는 여러 주에서 클리닉과 병원을 운영했으며, 그의 기술이 주류 의료계에서 철저히 불신되었음에도 불구하고 거의 20년 동안 의료 행위를 계속할 수 있었다.
그는 또한 멕시코 경계 블래스터 라디오 시대를 시작한 광고 및 방송 개척자였다.
그는 캔자스주와 몇몇 다른 주에서 의료 면허를 박탈당했지만, 캔자스와 다른 곳의 수십만 명에게 사랑받는 선동가였던 브링클리는 두 차례 캔자스 주지사 선거에 출마했으며, 그 중 한 번은 거의 성공할 뻔했다. 브링클리의 명성과 부의 급속한 상승은 그의 최종적인 몰락만큼이나 급격했다. 그의 경력 절정기에는 수백만 달러를 모았지만, 그에게 제기된 수많은 의료 과실, 불법 사망, 사기 소송으로 인해 거의 무일푼으로 사망했다.

## 어린 시절
브링클리는 노스캐롤라이나주에서 의료 행위를 하고 남북 전쟁 중 남군의 의무병으로 복무했던 가난한 산악인 존 리처드 브링클리의 아들로 태어났다. 브링클리 시니어의 첫 결혼은 그가 미성년자였기 때문에 무효가 되었다. 성인이 된 후 그는 네 번 더 결혼했으며 각 부인보다 오래 살았다. 1870년, 42세의 나이에 그는 사라 T. 밍거스와 결혼했다. 나중에 밍거스의 24세 조카인 사라 캔디스 버넷이 집에 이사왔다. 가족들은 두 사라를 구별하기 위해 브링클리의 아내를 "샐리"라고 불렀다. 사라 버넷은 잭슨군의 베타 마을에서 사생아로 존 로물루스 브링클리를 낳았고, 아들의 이름을 아버지의 이름과 늑대에게 젖을 먹여 자란 신화 속 쌍둥이 로물루스의 이름을 따서 지었다. 브링클리가 다섯 살 때 사라 버넷은 폐렴과 결핵으로 사망했다. 사라 T. "이모 샐리"와 존 브링클리는 사라 버넷의 아이와 함께 같은 군 내의 이스트 라포르테로 이사했으며, 그곳은 터커시지강 근처였다. 이 시기 가족은 돈이 거의 없었다.
존 리처드 브링클리는 아들이 열 살 때 사망했다. 어린 브링클리는 터커시지 지역의 한 칸짜리 통나무 학교에 다녔는데, 매년 겨울 세네 달 동안 열렸다. 그곳에서 브링클리는 부유한 교육 위원회 위원의 딸인 샐리 마거릿 와이크를 만났다. 브링클리는 16세에 학업을 마치고 지역 마을 간 우편을 나르는 일을 시작했으며, 전신 사용법을 배웠다. 하지만 그는 의사가 되기를 원했다.

## 가족 및 교육
전신사로 일하던 브링클리는 웨스턴 유니온에서 일하기 위해 뉴욕으로 갔고, 그 후 뉴저지주로 이주하여 한 철도 회사에서 일한 후 다른 회사로 옮겼다. 1906년 말, 이모 샐리가 몸이 좋지 않다는 소식을 듣고 집으로 돌아왔다. 그녀는 1906년 12월 25일에 사망했다. 그 후 그는 브링클리보다 한 살 많은 22세의 샐리 와이크의 위로를 받았다. 그들은 1907년 1월 27일 실바, 노스캐롤라이나에서 결혼했다. 그들은 퀘이커 의사 행세를 하며 돌아다녔고, 시골 마을에서 약팔이 쇼를 열어 특허약을 팔았다. 브링클리의 다음 행선지는 녹스빌이었는데, 그곳에서 그는 버크 박사라는 남자와 함께 활력 "강장제"를 파는 오른팔 역할을 했다.
1907년 브링클리는 아내와 함께 시카고에 정착했고, 그곳에서 11월 5일에 딸 완다 매리언 브링클리의 탄생을 축하했다. 존 브링클리는 그 후 절충 의학에 중점을 둔 비인가 학교인 베넷 의과대학에 등록했다. 브링클리는 밤에는 웨스턴 유니온에서 전신사로 일하고 낮에는 수업에 참석했으며, 학비, 가족 부양 비용, 샐리의 이기적인 변덕으로 인해 빚이 쌓였다. 1908년, 브링클리 부부는 단 3일만 살았던 갓난아들을 묻었다.
학교에서 브링클리는 샘 추출물과 그 것이 인체 시스템에 미치는 영향에 대한 연구를 접했다. 그는 이 새로운 분야가 자신의 경력을 발전시키는 데 도움이 될 것이라고 판단했다. 2년간의 학업과 점점 더 깊어지는 빚더미 속에서 브링클리는 여름 동안 웨스턴 유니온에서 두 교대 근무를 하며 작업량을 두 배로 늘렸지만, 어느 날 집에 돌아와 보니 아내와 딸이 사라지고 없었다. 샐리는 이혼과 양육비를 신청했지만, 두 달간의 지급 후 브링클리는 딸을 납치하여 캐나다로 도주했다. 샐리 브링클리는 캐나다로부터 범죄인 인도 명령을 받을 수 없어 양육비 소송을 취하했고, 브링클리는 아이와 함께 시카고로 돌아와 부부가 재결합하게 되었다.
1911년, 브링클리가 3학년 학업을 마치기도 전에 샐리는 다시 그를 떠났고, 1911년 7월 11일 터커시지 지역 집으로 돌아와 또 다른 딸 어나 맥신 브링클리를 낳았다. 브링클리는 시카고와 미납된 학비 청구서를 뒤로하고 노스캐롤라이나로 돌아와 가족과 합류했다. 그곳에서 그는 "학부 의사"로 일하기 시작했지만 자리 잡는 데 실패했다. 그는 가족을 플로리다주와 노스캐롤라이나의 여러 마을로 옮겨 다녔으며, "항상 짐을 싸고 이리저리 이동"했다.

### 학위남발학교
1912년 브링클리는 학업의 실마리를 되찾기 위해 가족을 떠났고, 이번에는 세인트루이스와 미주리주로 향했다. 그는 베넷 의과대학에 빚진 학비를 갚을 수 없었기 때문에, 그들이 브링클리가 접촉했던 어떤 의과대학에도 그의 학업 기록을 보내는 것을 거부했다. 대신, 브링클리는 캔자스시티 에클렉틱 의과대학으로 알려진 수상한 학위남발학교에서 증명서를 구매하여 집으로 돌아왔다. 1913년 2월 11일, 그의 딸 나오미 베릴 브링클리가 태어났다. 다섯 명의 가족은 즉시 뉴욕으로 이주했고, 곧 시카고로 향했다. 브링클리가 의사가 되겠다는 목표를 포기하지 않자, 샐리 브링클리는 세 딸을 데리고 노스캐롤라이나 집으로 돌아가며 그를 마지막으로 떠났다.
브링클리는 그린빌, 사우스캐롤라이나주에 제임스 E. 크로포드(J. W. 버크스라는 가명을 사용)라는 남자와 함께 상점을 차렸다. 두 사람은 "그린빌 전기 의사"라는 이름으로 상점을 열고, 남성 활력에 대해 걱정하는 남성들을 유인하기 위해 광고를 게재했다. 그들은 환자들에게 한 번 주사에 25달러(2022년 기준 $700에 해당)를 받고 유색 물을 주사하며 그것이 살바르산 또는 "독일산 전기 약"이라고 말했다. 두 달 후, 파트너들은 밀린 임대료와 공과금, 의류 및 의약품 대금을 남겨둔 채 서둘러 마을을 떠났다. 지역 신문은 두 사람이 약 30~40명의 지역 상인들에게 미지급 수표를 남겼다고 보도했다. 그들은 크로포드가 한때 살았던 멤피스, 테네시주로 갔다.

### 두 번째 결혼
멤피스에서 브링클리는 크로포드의 친구이자 지역 의사의 딸인 21세의 미네르바 텔리타 "미니" 존스를 만났다. 1913년 8월 23일, 4일간의 구애 끝에 브링클리와 존스는 피바디 호텔에서 결혼했다. 브링클리는 아직 샐리 브링클리와 결혼한 상태였다. 미니와 존 브링클리는 캔자스시티, 덴버, 포커텔로, 녹스빌에서 신혼여행을 보냈다. 브링클리는 녹스빌에서 체포되어 그린빌로 송환되었고, 무면허 의료 행위와 부도 수표 발행 혐의로 구금되었다. 브링클리는 보안관에게 모든 것이 크로포드의 잘못이라고 말했고, 수사관들에게 크로포드를 포커텔로에서 체포할 수 있을 만큼 충분한 정보를 제공했다. 두 전직 파트너는 감옥에서 다시 만났다. 브링클리와 미네르바는 아들 존을 낳았는데, 존은 1970년대에 자살했다.
브링클리와 크로포드는 그린빌의 화난 상인들과 수천 달러에 달하는 합의를 하기로 결정했는데, 대부분은 크로포드가 지불했다. 브링클리의 새로운 장인은 브링클리의 보석금을 지불했지만, 그의 사기 빚 청산에는 200달러(2022년 기준 $5,600에 해당)만 기여했다. 브링클리는 멤피스에서 미니 브링클리와 재회했다. 그곳에서 샐리 브링클리가 부부를 찾아와 미니 브링클리에게 남편이 중혼자임을 알렸다. 미니와 존 브링클리는 저드소니아, 아칸소로 이사했고, 그곳에서 그는 다시 의료 행위를 위한 "학부 면허"를 얻었고, 자신의 전문 분야를 "여성과 아동의 질병"이라고 광고했다. 그는 이익을 거의 내지 못했고, 육군 예비 의료단에 입대했다.
브링클리는 다른 주로 이주하는 다른 의사의 사무실을 인수하겠다는 제안을 받아들였다. 브링클리는 적당한 이익을 내기 시작했고, 마침내 베넷 의과대학에 빚진 학비를 지불할 수 있었다. 1914년 10월, 브링클리 부부는 캔자스시티로 이주하여 그 도시의 에클렉틱 의과대학에 등록하여 베넷에서 시작한 교육의 마지막 남은 1년을 마쳤다. 노인 남성의 전립샘 염증 및 비대 연구를 마치고 대학에 100달러(2022년 기준 $2,600에 해당)를 지불한 후, 브링클리는 1915년 5월 7일에 졸업했다. 에클렉틱에서 받은 그의 학위는 그에게 8개 주에서 의료 행위를 할 수 있는 자격을 주었다. 캔자스시티에 있는 동안 브링클리는 스위프트 앤 컴퍼니 공장의 의사로 일하며 사소한 상처를 치료하고 동물 생리학을 연구했다. 여기서 브링클리는 공장에서 도살되는 가장 건강한 동물이 염소라는 대중의 의견을 알게 되었고, 이는 그의 후기 의료 경력에 결정적인 역할을 할 것이었다.
중혼이 드러날 가능성을 해결하기 위해 미니는 브링클리에게 샐리와 이혼 소송을 제기하도록 압력을 가했고, 그는 1915년 12월에 그렇게 했다. 법원이 샐리에게 직접 문의하는 것을 막기 위해 그는 뉴욕에서 결혼했으며 그녀의 새로운 거주지를 모른다고 썼다. 이혼은 1916년 2월 21일에 확정되었다. 4일 후, 미니와 브링클리는 다시 결혼했는데, 이번에는 리버티, 미주리주에서였다. 브링클리는 이혼 후 재혼에 필요한 6개월을 기다리지 않았다.
1917년, 이제는 육군 예비군이 된 브링클리는 제1차 세계 대전 중 복무 요청을 받았다. 그러나 그는 신경쇠약으로 아팠던 기간을 포함하여 겨우 두 달여 만에 복무를 마치고 퇴원했다. 같은 해 10월, 브링클리와 그의 아내는 마을에 의사가 필요하다는 신문 광고를 보고 밀포드, 캔자스로 이사했다.

## 염소 고환 이식
1918년, 브링클리는 밀포드에 16개의 방을 가진 진료소를 열었다. 그는 좋은 임금을 지불하고, 지역 경제를 활성화하며, 맹렬하고 치명적인 1918년 인플루엔자 범유행에 걸린 환자들에게 왕진을 가는 등 즉시 현지인들의 마음을 사로잡았다. 훗날 사기꾼으로 악명을 떨쳤음에도 불구하고, 독감 환자를 회복시키는 그의 성공과 그들을 치료하기 위해 기울인 노력에 대한 평가는 압도적으로 긍정적이었다.

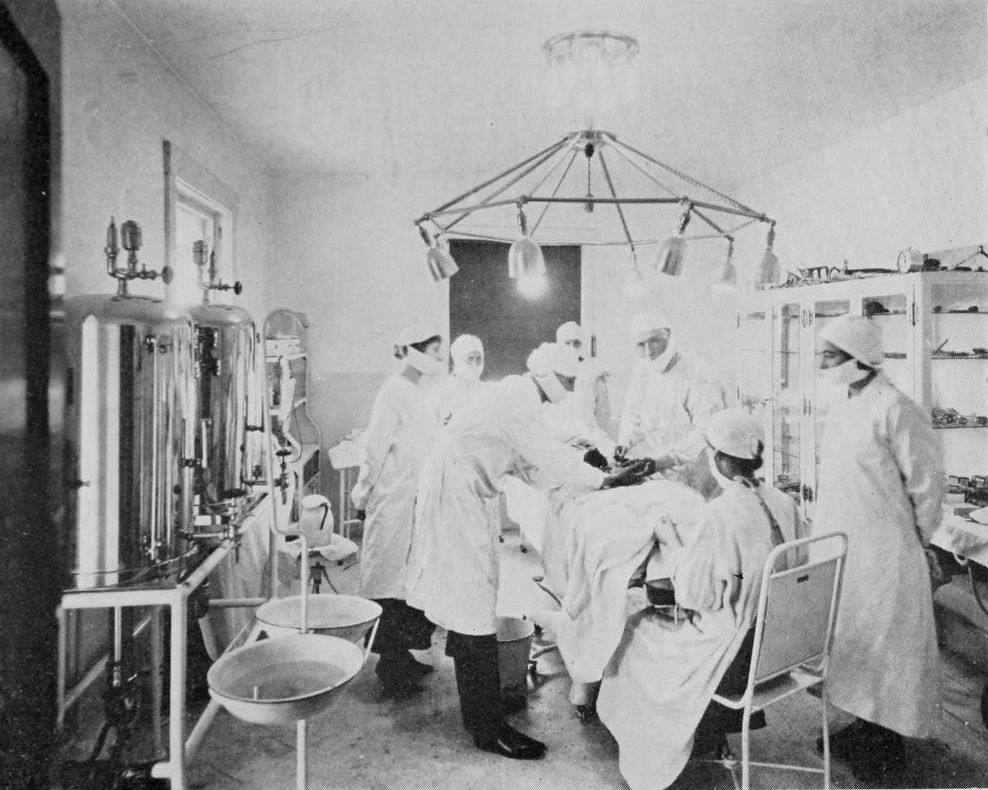
밀포드 브링클리 병원의 수술실

브링클리가 의뢰한 자서전에 따르면, 한 환자가 "성적으로 약한" 사람을 고칠 수 있는지 물으러 왔을 때 그는 염소 고환을 남성에게 이식하는 아이디어를 떠올렸다. 브링클리는 농담으로 환자에게 "염소 고환 한 쌍이 몸에 있다면 문제 없을 것"이라고 대답했다. 그러자 환자는 브링클리에게 수술을 시도해 달라고 간청했고, 브링클리는 150달러를 받고 수술을 진행했다. (환자의 아들은 나중에 캔자스시티 스타에 브링클리가 실제로는 자신의 아버지에게 실험에 동의하면 "후하게" 지불하겠다고 제안했었다고 말했다.)
그의 진료소에서 브링클리는 염소의 고환을 남성 환자에게 이식하여 남성 활력과 생식 능력을 회복시킨다고 주장하는 더 많은 수술을 시행하기 시작했으며, 수술당 750달러(2022년 기준 $9,700에 해당)의 비용을 받았다. 그의 조잡한 수술 중 하나를 받은 환자의 몸은 일반적으로 염소 조직을 이물질로 흡수했다. 염소 생식선은 인체에 이식되지 못했는데, 그것들은 단순히 남성 음낭이나 여성의 복부, 난소 근처에 놓여졌다.
그의 의심스러운 의료 훈련(평판이 좋지 않은 의과대학에서 75% 수료), 만취 상태에서의 잦은 수술, 덜 위생적인 수술 환경을 고려할 때, 일부 환자는 감염에 시달렸고, 미확인된 수의 환자가 사망했다. 브링클리는 1930년부터 1941년 사이에 불법사망으로 10여 차례 이상 고소당했다.

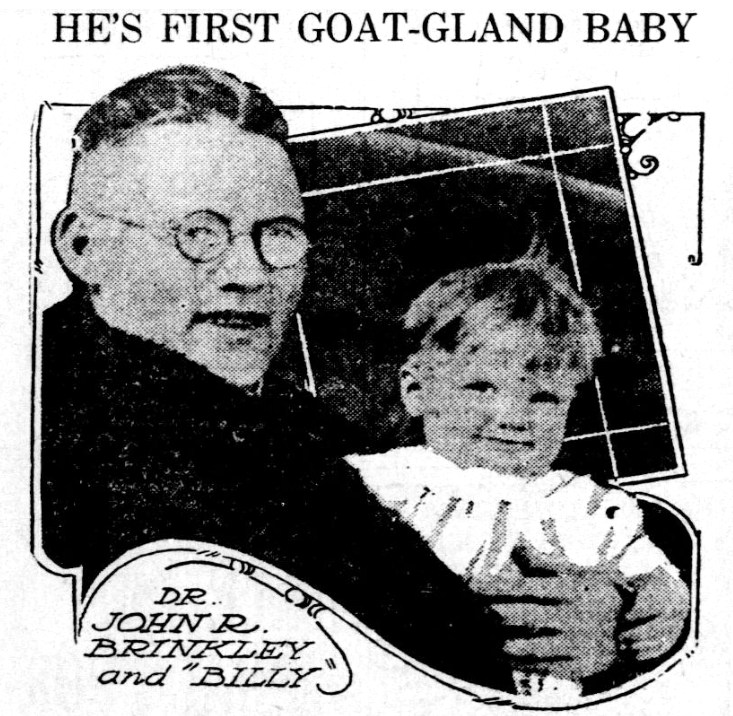
"염소 고환 아기 1호"인 "빌리"를 강조한 1920년 신문 기사

브링클리가 개업한 직후, 그는 주요 신문들의 주목을 받게 된 광고 성공을 거두었다. 그의 첫 염소 고환 이식 환자의 아내가 아들을 낳은 것이다. 브링클리는 염소 고환을 치매에서 폐기종, 방귀에 이르기까지 27가지 질병의 치료법으로 홍보하기 시작했다. 그는 직접 우편 홍보를 시작하고 광고 대행사를 고용했는데, 이 대행사는 브링클리가 자신의 치료법을 무력한 남성을 "모든 양을 거느린 숫양"으로 변모시키는 것으로 묘사하는 데 도움을 주었다. 그의 갑작스러운 홍보 활동과 엄청난 주장은 미국의사협회의 주목을 끌었고, 미국의사협회는 잠입 요원을 진료소로 보내 조사하게 했다. 요원은 척수 종양 치료를 위해 염소 난소를 이식받은 여성이 브링클리 진료소 주변을 절뚝거리는 것을 발견했다. 그 때부터 브링클리는 미국의사협회의 감시 대상이 되었고, 결국 그의 몰락을 책임지게 될 의사 모리스 피시바인의 눈에 띄게 되었는데, 피시바인은 의료 사기를 폭로하는 데 자신의 경력을 쌓았다.
동시에, 세르주 보로노프를 포함한 다른 의사들도 샘 이식 실험을 하고 있었는데, 보로노프는 원숭이 고환을 남성에게 이식하는 것으로 유명해졌다. 1920년, 보로노프는 시카고의 한 병원에서 다른 여러 의사들 앞에서 자신의 기술을 시연했는데, 브링클리는 초대받지 않고 나타났다. 브링클리는 문에서 제지당했지만, 그의 등장은 언론의 주목을 높였고, 결국 시카고의 한 병원에서 그 자신의 시연으로 이어졌다. 브링클리는 판사, 시의원, 사교계 여성, 현재는 없어진 시카고 로스쿨(시카고 대학교 법학대학원과 혼동하지 말 것) 총장을 포함한 34명의 환자에게 염소 고환을 이식했으며, 이 모든 과정을 언론이 지켜보았다. 그의 대중적 인기는 커졌고, 밀포드에서의 그의 샘 사업은 빠른 속도로 계속되었다.
1922년, 브링클리는 로스앤젤레스 타임스의 소유주인 해리 챈들러의 초청으로 로스앤젤레스로 여행했다. 챈들러는 브링클리에게 자신의 편집자 중 한 명에게 염소 고환을 이식해 보라고 도전했다. 수술이 성공하면 챈들러는 브링클리를 "미국에서 가장 유명한 외과 의사"로 만들 것이며, 그렇지 않으면 그를 "저주받은 자"로 여길 것이라고 썼다. 캘리포니아는 브링클리의 에클렉틱 의과대학 의료 면허를 인정하지 않았지만, 챈들러는 인맥을 동원하여 그에게 30일 임시 허가를 받게 했다. 수술은 성공으로 판정되었고, 브링클리는 챈들러의 신문에서 약속된 주목을 받았으며, 이는 할리우드 영화 배우들을 포함한 많은 새로운 고객을 브링클리에게 보냈다. 브링클리는 그 도시와 잠재적 환자 형태로 나타나는 모든 돈에 매료되어 그곳으로 진료소를 이전할 계획을 세우기 시작했다. 그러나 캘리포니아 의료 위원회가 의료 행위를 위한 영구 면허 신청을 거부하자 그의 희망은 좌절되었다. 위원회는 그의 이력서가 "거짓말과 불일치로 가득 차 있다"고 판단했기 때문이다(대부분은 피시바인이 발견하여 위원회에 지적한 것들이었다). 브링클리는 기죽지 않고 캔자스로 돌아와 밀포드에 있는 자신의 진료소를 확장하기 시작했다.
브링클리의 활동은 영화 산업 용어인 '염소 고환'이라는 용어를 탄생시켰다. 이는 무성 영화에 토키 장면을 접목하여 시장성을 높이는 것을 의미한다.

### 브링클리의 첫 라디오 방송국
로스앤젤레스에 있는 동안 브링클리는 챈들러가 소유한 라디오 방송국인 KHJ를 둘러보았다. 그는 라디오가 광고 및 마케팅 매체로서 지닌 힘을 즉시 깨달았고, 당시 공중파 광고가 매우 비난받았음에도 불구하고 자신의 서비스를 홍보하기 위해 자체 방송국을 건설하기로 결심했다. 1923년까지 그는 1킬로와트 송신기를 사용하여 KFKB("캔자스 우선, 캔자스 최고" 또는 때로는 "캔자스 사람들이 최고를 안다")를 건설할 충분한 자본을 모았다. 같은 해, 세인트루이스 스타타임스는 의료 학위 공장에 대한 신랄한 폭로 기사를 실었고, 1924년에는 캔자스시티 저널-포스트도 뒤따라 브링클리에게 달갑지 않은 관심을 불러일으켰다. 1924년 7월, 샌프란시스코의 대배심은 가짜 의료 학위를 수여한 책임자들과 일부 학위를 받은 의사들에게 19건의 기소장을 전달했다. 브링클리도 그 중 한 명이었는데, 주로 그의 의심스러운 캘리포니아 의료 면허 신청 때문이었다. 캘리포니아에서 브링클리를 체포하러 요원들이 왔을 때, 캔자스 주지사 조너선 M. 데이비스는 브링클리가 주에 너무 많은 돈을 벌어다 주었기 때문에 그를 인도하기를 거부했다. 브링클리는 자신의 라디오 방송국을 통해 미국의사협회와 피시바인에 대한 승리를 자랑하기 시작했다. 피시바인은 이때쯤 이미 JAMA에 브링클리와 그의 치료법을 돌팔이 행위로 비난하는 연설을 하고 기사를 쓰기 시작했다. 그의 고환 사업은 이전보다 더 많은 돈을 벌어들였고, 전 세계에서 환자들을 끌어모으기 시작했다.
브링클리는 매일 몇 시간씩 라디오에서 주로 자신의 염소 샘 치료법을 홍보했다. 그는 남성(그리고 여성)의 자존심과 성적으로 더 활발해지고 싶은 욕구를 달래고, 부끄럽게 만들고, 호소했다. 브링클리의 광고 사이에는 군악대, 프랑스어 강습, 점성술 예측, 이야기, 그리고 원주민 하와이주 노래와 옛날 현악 밴드, 가스펠, 초기 컨트리와 같은 미국 루트 음악과 같은 이국적인 다양한 오락이 포함되었다.
그의 라디오 방송국이 그에게 준 광고 효과는 엄청났고, 밀포드도 혜택을 받았다. 브링클리는 새로운 하수 시스템과 인도를 설치하고, 전기를 공급하며, 환자와 직원들을 위한 밴드 스탠드와 아파트를 건설했으며, 그의 모든 우편물을 처리할 새 우체국도 지불했다. 그는 캔자스 해군 "제독"으로 임명되었고, 브링클리 염소라는 고향 야구 팀을 후원했다.
더 나은 학력을 얻기 위해 1925년 브링클리는 명예 학위를 찾기 위해 유럽으로 여행했다. 영국의 여러 기관에서 거절당한 후, 브링클리는 이탈리아의 파비아 대학교에서 기꺼이 수여하려는 상대를 찾았다. 피시바인과 브링클리의 전 스승인 막스 토렉은 이 학위에 대해 듣고 이탈리아 정부에 이를 철회하도록 압력을 가했다. 베니토 무솔리니 자신이 학위를 철회했지만, 브링클리는 죽을 때까지 그것을 주장했다. 피시바인은 브링클리의 사업을 망치려는 관심이 커져 브링클리를 만난 후 병에 걸리거나 사망한 사람들의 이야기를 담은 기사를 더 많이 썼다. 그러나 JAMA의 독자층은 주로 의사들에게 한정되어 있었지만, 브링클리의 라디오 방송국은 매일 사람들의 집으로 직접 흘러들어갔다.

존 리처드 브링클리 3세를 안고 있는 미니 브링클리

1927년 9월 3일 태어난 브링클리의 아들 존 리처드 브링클리 3세(애칭 "조니 보이")의 작은 목소리가 라디오 프로그램에서 들렸다. 14년간의 결혼 생활 끝에 아기가 태어난 것을 알게 된 일부 관찰자들은 브링클리가 자신의 염소 샘 치료를 받았는지 궁금해했다. 브링클리 부부는 그러한 소문을 부인했다.

### 의료 질문함
브링클리는 염소 샘이 남성 전립샘 문제에도 도움이 될 수 있다고 주장하기 시작했고, 그의 사업을 다시 확장했다. 그는 또한 "의료 질문함"이라는 새로운 라디오 코너를 시작했는데, 여기서 그는 청취자들의 의료 불만을 방송으로 읽고 자체적인 치료법을 제안했다. 이러한 치료법은 "브링클리 제약 협회" 회원 약국 네트워크에서만 이용할 수 있었다. 이 제휴 약국들은 브링클리의 일반 의약품을 매우 부풀린 가격으로 판매하고, 이익의 일부를 브링클리에게 보내고 나머지는 자신들이 가졌다. 이는 브링클리에게 주당 14,000달러(연간 2022년 기준 $11,278,200에 해당)의 수익을 창출한 것으로 추정된다. 브링클리가 제안한 치료법을 받고 다른 의사에게 아프다고 찾아오는 환자들의 보고가 증가하기 시작했고, 결국 브링클리가 일상적으로 잘못 처방한 약을 제조하는 머크는 피시바인에게 조치를 취해달라고 요청했다. AMA는 대중에게 알리려는 것 외에는 브링클리에 대해 아무런 권한이 없다고 응답했다.
브링클리 방송국과 경쟁하는 라디오 방송국을 소유하고 있던 캔자스시티 스타는 그에 대한 불리한 연속 보도를 내보냈다. 1930년 캔자스 의료 위원회가 브링클리의 의료 면허를 취소할지 여부를 결정하기 위한 공식 청문회를 열었을 때, 브링클리는 42명에 대한 사망 진단서를 작성했는데, 이들 중 다수는 그의 진료소에 나타났을 때 아프지 않았다. 브링클리의 환자 중 얼마나 더 많은 사람들이 병에 걸리거나 나중에 다른 곳에서 사망했는지는 불분명하다. 의료 위원회는 브링클리가 "겸손한 떠돌이 약장수의 발명을 훨씬 뛰어넘는 조직적인 사기 행위를 저질렀다"고 언급하며 그의 면허를 취소했다.
의료 면허를 잃은 지 6개월 후, 연방 라디오 위원회는 브링클리의 방송 허가 갱신을 거부했다. 브링클리의 방송이 대부분 광고였고 이는 국제 조약을 위반했으며, 음란물을 방송했고, 그의 의료 질문함 시리즈가 "공익에 반한다"는 이유였다. 그는 위원회를 고소했지만, 법원은 취소를 지지했으며 KFKB 방송 협회 대 연방 라디오 위원회 사건은 방송법의 획기적인 사례가 되었다.

## 정치 경력
브링클리는 의료 및 방송 면허를 잃은 것에 대응하여 캔자스 주지사 출마를 선언했다. 주지사 직위는 그가 의료 위원회에 자신의 구성원을 임명하여 주에서 의료 행위를 할 권리를 되찾을 수 있게 할 것이었다. 그는 의료 면허를 잃은 지 불과 사흘 만에 자신의 라디오 방송국을 활용하여 선거 운동을 시작했다. 그의 옆에는 KFKB의 가장 큰 컨트리 음악 스타인 로이 포크너가 기타와 모자를 손에 들고 무대에 섰다. 포퓰리스트인 브링클리는 공공 사업(모든 카운티에 주립 호수 건설), 교육(공립학교 학생들에게 무료 교과서 제공 및 흑인들을 위한 교육 기회 확대), 세금 인하, 노인 연금 등 모호한 프로그램을 내세워 선거 운동을 했다. 그는 KFKB에서 독일어와 스웨덴어를 구사하는 사람들을 방송에 출연시켜 이민자들의 표심을 사로잡았다. 브링클리는 자신의 비행기(브링클리는 이를 '로맨서'라고 불렀다)를 가진 조종사를 고용하여 선거 유세에 화려하게 등장했다. 요컨대, 브링클리는 홍보 묘수의 달인이었다. 한 유력 신문 기자가 그의 주지사 자격에 대해 비판적인 기사를 실었을 때, 브링클리는 그에게 염소를 보냈다.

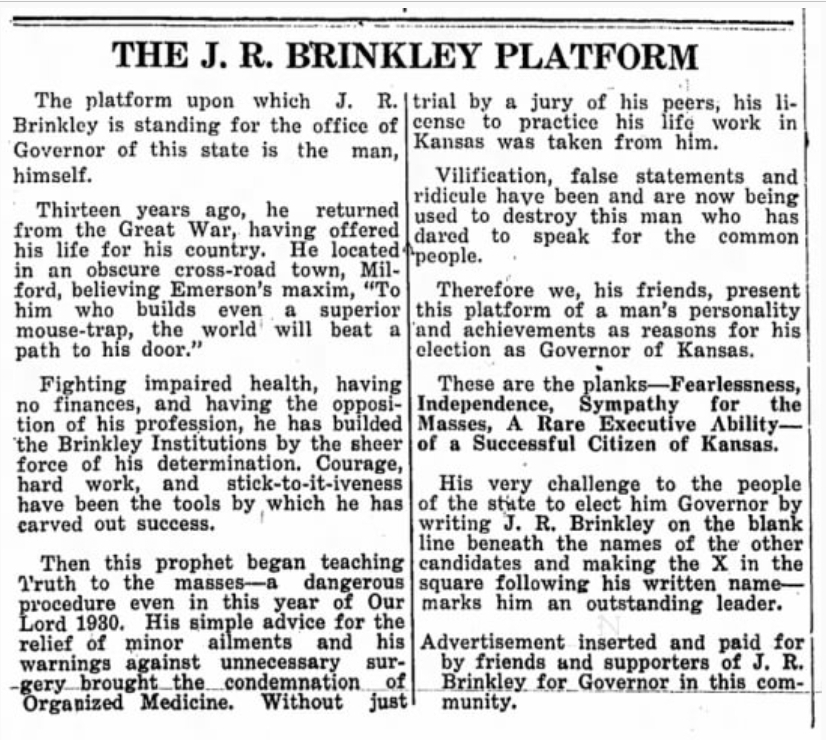
1930년 주지사 선거 운동 광고로, 벨빌 망원경에 실렸다. 제1차 세계 대전 중 브링클리의 군 복무를 선전하고 그의 의료 면허 상실을 비난하며, 유권자들에게 기명 후보에게 투표하는 방법을 명시적으로 지시하고 있다.

그의 선거 운동은 독립 기명 후보로 진행되었다. 그는 투표 용지가 이미 인쇄된 후인 9월까지 출마를 선언하지 않았기 때문이다. 선거 3일 전, 캔자스주 법무장관(이전에 의료 위원회에서 브링클리를 기소했던 사람)은 기명 후보에 대한 규칙이 변경되었으며, 의사의 이름은 투표가 집계되려면 한 가지 특정 방식으로만 기재될 수 있다고 발표했다(J. R. 브링클리로). 기명 후보로서 그는 180,000표 이상(전체 투표의 29.5%)을 얻었지만, 나중에 프랭클린 D. 루스벨트 대통령 내각의 미국 전쟁부 장관이 된 해리 하인즈 우드링에게 패했다. 당시 디모인 레지스터에 실린 기사는 이러한 방식으로 30,000표에서 50,000표가 무효 처리된 것으로 추정했다. 우드링은 나중에 그 표들이 집계되었더라면 브링클리가 이겼을 것이라고 인정했다.
브링클리는 1932년에 독립 후보로 다시 출마하여 244,607표(전체 투표의 30.6%)를 얻었지만, 나중에 1936년 공화당 대통령 후보가 된 공화당의 앨프 랜던에게 패했다.
캔자스에서의 성공 가능성이 사라지자 브링클리는 KFKB를 보험 회사에 팔고 멕시코 국경에 더 가까이 이주하기로 결정했다. 그곳에서는 고출력 라디오 방송국을 마음대로 운영할 수 있었다. 캔자스에서는 더 이상 의료 행위를 할 수 없었지만, 그는 밀포드 진료소를 계속 운영하며 두 명의 제자를 책임자로 두었다. 작은 연못에서 큰 물고기가 될 가능성에 매료된 브링클리는 멕시코와의 국경에 있는 델 리오, 텍사스로 이주했다.
브링클리는 1930년대 후반에 나치당 동조자가 되었다. 그는 1939년에 Silver Legion of America에 629달러를 기부했다.

## 브링클리와 라디오
멕시코 정부는 북미의 라디오 주파수를 멕시코에 할당하지 않고 분할한 북부 이웃 국가들에 대한 보복심리로 브링클리에게 5만 와트 라디오 면허를 허가했고, 델 리오에서 다리를 건너 코아우일라주 비야 아쿠냐 (현재 아쿠냐 시)에 새로운 "경계 블래스터"인 XER 건설이 시작되었다. 브링클리는 아쿠냐에 있는 Mrs Crosby's Cafe의 소유주인 에스터 O. 크로스비의 도움을 받아 이를 달성했다. 건설이 시작되자 피시바인과 미 국무부는 브링클리를 폐쇄할 방법을 필사적으로 찾았다. 국무부의 강한 압력으로 멕시코 정부는 XER 건설을 중단했지만, 이는 일시적인 조치였다. 몇 주 안에 건설은 재개되었고 곧 300-피트 (91 m) 높이의 두 개의 탑이 하늘로 치솟았다. AM 다이얼 840킬로헤르츠에 있는 XER은 공중파 안테나로 송출되어 1931년 10월 첫 방송을 시작했다. 브링클리는 이를 "국가 간 햇살 방송국"이라고 불렀다.
브링클리는 자신의 새로운 국경 전파를 사용하여 전화로 송신기에 방송을 걸어 주지사 선거 운동을 재개했다. 이 방법은 효과가 없었고, 그는 또 다른 정치 캠페인에서 패배했다. 그는 1934년에 다시 패배할 것이었다. 브링클리의 미국 라디오 면허는 취소되었지만, XER의 신호는 너무 강해서 캔자스에서도 들릴 정도였다. 1932년에 멕시코 정부는 브링클리에게 전력을 150,000와트로 늘리도록 허용했다. 몇 달 후, 브링클리는 100만 와트까지 늘릴 수 있었는데, 이는 "XER을 지구상에서 가장 강력한 라디오 방송국으로 만들었으며" 맑은 밤에는 캐나다까지 들을 수 있었다. 당시 기록에 따르면, 신호가 너무 강해서 자동차 헤드라이트가 켜지고, 침대 스프링이 윙윙거리고, 전화 통화에 방송이 새어 들어갔다고 한다. 지역 주민들은 브링클리 방송을 듣기 위해 라디오가 필요 없다고 주장했으며, 목장주들은 금속 울타리와 의치에서도 방송을 들었다고 말했다.
브링클리는 의학적 조언을 광고 제품과 연결하는 기존 라디오 형식을 계속 유지했다. 남성 청취자들에게는 성적 능력을 되찾는 데 도움이 되는 머큐로크롬 주사 및 알약과 같은 비싼 혼합물이 제공되었다. 그가 살던 호텔의 진료소에서는 전립선 수술도 시행했다. 그는 또한 다른 광고주들에게도 방송 시간을 판매하기 시작했는데(시간당 1,700달러, 2022년 기준 $26,300에 해당), 이로 인해 "크레이지 워터 크리스탈", "진품 모조" 다이아몬드, 생명 보험, 그리고 예수 그리스도의 친필 사인 사진이라고 주장되는 것을 포함한 다양한 종교 용품을 파는 새로운 약장수들이 생겨났다. 브링클리는 또한 그의 라디오 방송국이 경력을 시작하는 데 도움이 된 신인 컨트리 및 루츠 가수들(패치 몬타나, 레드 폴리, 진 오트리, 지미 로저스, 카터 패밀리, 피카드 패밀리 등)로 자신의 라디오 라인업을 계속 채웠다. 델 리오는 "힐빌리 할리우드"로 알려지게 되었다.
1932년 FRC가 미국 라디오 방송에서 "유령"(독심술사, 점쟁이 및 기타 신비주의자)의 방송을 금지하자, 그들 중 많은 이들이 브링클리의 모델을 따라 멕시코에 자신들만의 국경 방송국을 개설했다. 1932년까지 XENT, XERB, XELO, XEG, XEPN을 포함하여 11개의 그러한 방송국이 개설되었다.
브링클리는 밀포드와 델 리오 사이를 계속 오갔으며, 종종 전화로 XER에서 방송했다. 1932년, 의회는 미국 내 스튜디오가 멕시코의 송신기와 전화로 연결되는 것을 금지하는 법을 통과시켰는데, 이는 브링클리 법으로 알려져 있다. 이에 개의치 않고 브링클리는 이 법을 우회하기 위해 최초의 "전기 녹음"—오늘날에는 사전 녹음이라고 불릴—을 사용하기 시작했다. 이 무렵 브링클리는 캔자스와의 나머지 관계를 끊기로 결정했고, 그곳의 병원을 폐쇄하고 델 리오에 새 병원을 열었는데, 이 병원은 그가 아내와 함께 살았던 로스웰 호텔의 세 층을 차지했다.
1934년, 멕시코는 미국의 압력으로 브링클리의 방송 면허를 취소했다. 멕시코 군인들이 방송국 문 앞에 도착하여 그를 폐쇄시켰고, 한동안 그는 피에드라스네그라스에 위치한 인근 XEPN에서 방송해야 했다.
브링클리는 가끔 염소 고환 이식을 계속했지만, 텍사스에서는 그의 진료가 주로 약간 변형된 정관 수술과 전립샘 "회춘"으로 바뀌었고, 이 수술에는 수술당 최대 1,000달러(2022년 기준 $18,900에 해당)를 청구했으며, 사후 관리를 위해 자체 개발한 약을 처방했다. 라디오 광고와 연설에 힘입어 그의 사업은 계속 번창했으며, 그는 산후안, 텍사스에 대장에 특화된 또 다른 진료소를 열었다. 1936년까지 브링클리는 자신과 아내를 위한 대저택을 16 에이커 (6.5 ha)의 토지에 지을 만큼 부를 축적했다. 브링클리는 캐딜락 12대, 온실, 8,000그루의 관목으로 둘러싸인 거품 분수 정원, 갈라파고스 제도에서 수입한 이국적인 동물, 그리고 10-피트 (3.0 m) 높이의 다이빙 타워가 있는 수영장을 자랑했다. 브링클리는 델 리오에서 호화롭게 살다가 1938년에 경쟁 의사가 훨씬 저렴하게 비슷한 시술을 제공하며 브링클리의 사업을 침해하기 시작했다. 델 리오의 시 고위층이 경쟁자를 폐업시키기를 거부하자, 브링클리는 가게를 닫고 리틀록 시내에 다시 개업했으며, 현재 메릴레이크 카르멜 수도원에 또 다른 병원을 열었다. 그의 델 리오 경쟁자는 리틀록에서 북서쪽으로 약 150 마일 (240 km) 떨어진 유레카 스프링스, 아칸소에 새로운 암 센터를 열었다.

## 재판과 죽음

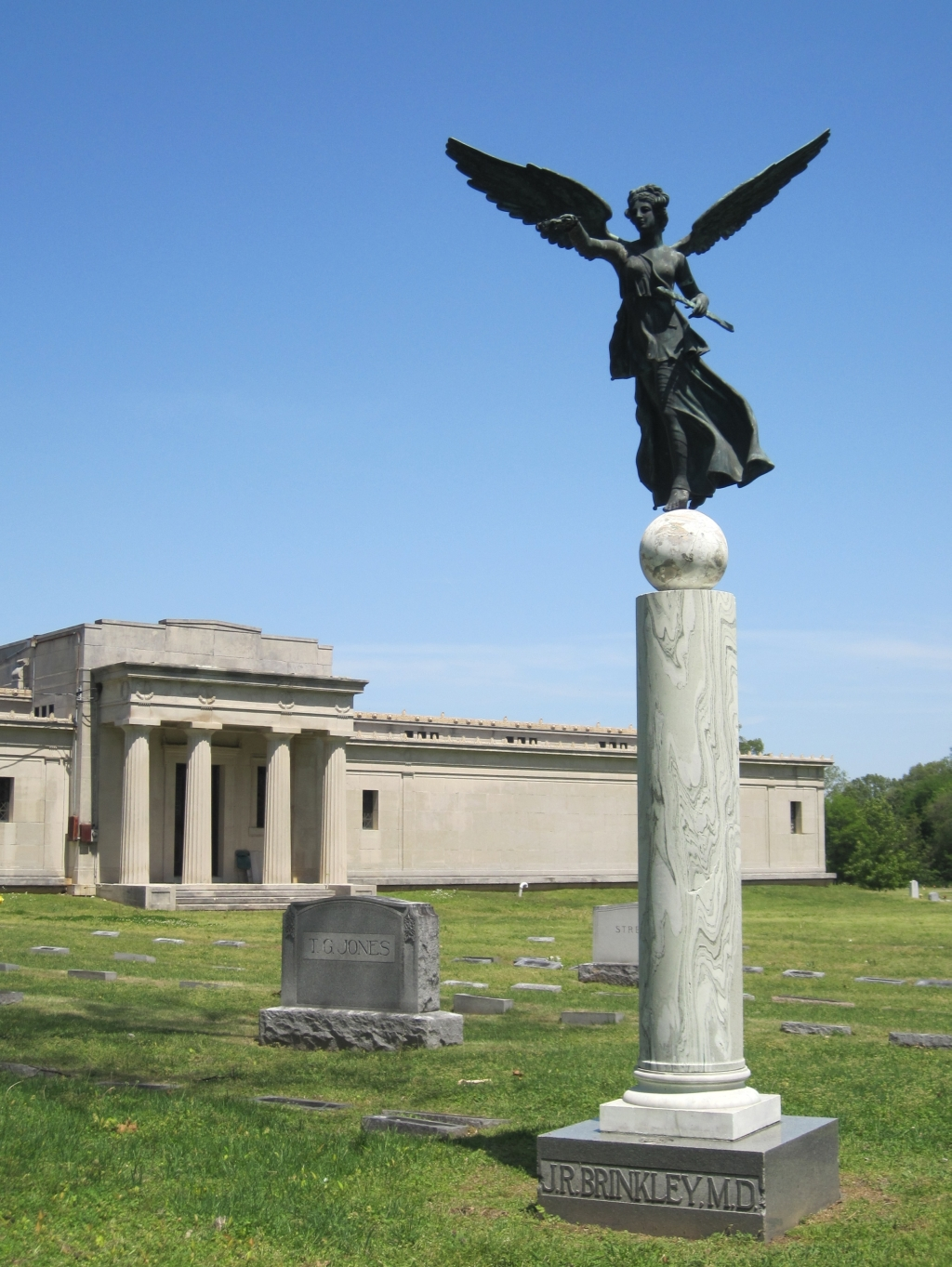
2011년 존 R. 브링클리 묘지

1938년, 브링클리의 오랜 숙적 모리스 피시바인은 "현대 의료 사기꾼"이라는 2부작 시리즈를 발표하며 다시 격렬하게 등장했다. 이 시리즈는 브링클리의 파란만장한 경력을 철저히 반박하고 그의 의심스러운 의료 자격을 폭로했다. 브링클리는 피시바인을 명예훼손 혐의로 고소하고 25만 달러(2022년 기준 $4,600,000에 해당)의 손해배상을 청구했다. 재판은 1939년 3월 22일 텍사스 주 R. J. MacMillan 판사 앞에서 시작되었다. 며칠 후, 배심원단은 피시바인의 손을 들어주며 브링클리가 "보통 사람들이 잘 이해하는 의미에서 사기꾼이자 돌팔이로 간주되어야 한다"고 판결했다. 이 배심원 평결은 브링클리에 대한 소송 폭주를 불러일으켰는데, 일부 추산에 따르면 총 3백만 달러를 훨씬 넘는 금액이었다. 또한 이 무렵 미국 국세청은 그를 세금 사기 혐의로 조사하기 시작했다. 그는 1941년에 파산을 선언했는데, 같은 해 북미 지역 방송 협정의 이행으로 미국이 멕시코에 XERA를 폐쇄하도록 할 수 있는 길이 열렸다.
파산 직후 미국 우체국은 우편 사기 혐의로 그를 조사하기 시작했고, 브링클리는 자신도 환자가 되었다. 그는 세 차례의 심장마비와 혈액순환 장애로 한쪽 다리를 절단해야 했다. 1942년 5월 26일, 브링클리는 샌안토니오에서 심부전으로 무일푼으로 사망했다. 우편 사기 사건은 아직 재판에 회부되지 않은 상태였다. 그는 나중에 멤피스, 테네시주에 있는 포레스트 힐 공동묘지에 묻혔다.
2017년 초, 그의 묘비 위에 있던 청동 날개 달린 천사상이 잘려나갔고 도난당했다. 이는 멤피스 공동묘지에서 비슷한 도난 사건이 계속 발생하던 시기였다.
일반적으로 브링클리 맨션으로 불리는 그의 집은 오늘날에도 델 리오 퀄리아 드라이브 512번지에 서 있으며, 텍사스 역사 랜드마크 13015번으로 지정되었다.

## 유산
- 브링클리의 삶과 경력은 20세기와 21세기에 쓰인 여러 책의 주제가 되었는데, 클레멘트 우드(1934년 또는 1936년), 제럴드 카슨(1960년), R. Alton Lee(2002년), 포프 브록(2008년)의 작품 등이 있다.
- 2012년, 브링클리는 트래블 채널 시리즈 박물관의 미스터리 시즌 3의 1화에 소개되었다.
- 2016년, 감독 페니 레인은 브링클리의 삶을 다룬 다큐멘터리 넛츠!를 제작했는데, 애니메이션을 사용하여 그의 삶의 장면을 묘사했다.
- 리플라이 올 팟캐스트 에피소드 #86, "인민의 남자(Man of the People)"는 브링클리의 삶에 관한 것이다.
- 2017년, 이 팟캐스트 에피소드를 바탕으로 리처드 링클레이터가 감독하고 각본을 맡았으며 로버트 다우니 주니어가 주연을 맡은 영화가 개발 중이라고 발표되었다.[69][70]
- 2020년, Untitled Theater Company No. 61은 에드워드 아인혼이 제작하고 댄 버틀러가 진행하는 4부작 오디오 드라마 팟캐스트인 The Resistible Rise of J. R. Brinkley를 출시했다.[71][72]
- 2024년, BBC 라디오 4는 그레이엄 가든이 쓰고 브링클리의 삶을 다룬 연극 "염소 의사(The Goat Doctor)"를 방영했다.[73][74]